# Адаптация
Вижте пояснителната страница за други значения на Адаптация.
Адаптация е термин в биологията, с който се означава процесът на приспособяване на организмите към различните условия на средата в рамките на своето еволюционно развитие.
Адаптацията протича през няколко различни стадия от развитие на организмите и обхваща всички равнища на живата материя. Тя се осъществява в следните начини:
1. Изменяне в морфологичните и физиологичните особености на организмите;
2. Изменяне на външната им активност.

### Изменяне в морфологичните и физиологичните особености
Растенията се приспособяват да долавят максимално светлината, която Слънцето излъчва, чрез разнообразните си по форма листа. Власинките по листата предпазват от различни неща в зависимост от местообитанието на растението. Те могат да ги предпазват от температурата (висока, ниска) или от прекомерно изпаряване на вода. В зависимост от условията на средата на обитание, животните са придобили специфична форма и устройство на тялото и крайниците си. Например крилата на пингвините им позволяват да плуват, докато на повечето други птици (включително прилепи) им позволяват да летят. Също така и много бозайници и птици — лъвове, мечки, гризачи и други — имат крайници с нокти, които ги улесняват при добиването и изяждането на тяхната плячка, за защита или за катерене по дървета и др. Окраската на много животни също е вид адаптация, която те проявяват, за да са по-трудно забележими в природата и да оцелеят. При някои животни (бозайници или птици) поддържането на постоянна телесна температура също се зачита за адаптация.

### Изменения на външната активност
Този вид изменения се осъществяват чрез разнообразни движения на организмите и чрез промяна в поведението на животните. Например вълците стават по-агресивни през по-студените времена. При растенията това са движенията на корените, стъблата, листата и цветовете в зависимост от местоположението и силата на дразнителят — температура, светлина, влага, химични вещества и др. Двигателната активност на едноклетъчните се осъществява с помощта на камшичета, на реснички или чрез амебовидно движение. С крайници се преместват членестоноги, жаби, гущери, птици, и бозайници. Змиите се движат вълнообразно, бозайниците използват крайниците си и т.н. Двигателната активност позволява на животните да се преместват в пространството и да променят своето местообитание за някое по-благоприятно за тях. Миграциите са придвижването на животните от едно местообитание към друго. Те могат да бъдат както периодични, така и непериодични. Периодичните миграции са в повечето случаи с масов характер и са свързани със сезонните изменения в природата, а непериодичните са премествания на животни, които настъпват след пожари, замърсяване на средата, висока численост и др.
Всяко поведение, което е насочено към приспособяването на организмите към условията на средата и към увеличаване на възможностите за преживяване и размножаване, има адаптивен характер.